# 长社路街道
长社路街道，是中华人民共和国河南省许昌市长葛市下辖的一个乡镇级行政单位。位于长葛市中西部。

## 行政区划
长社路街道下辖以下地区：
八七社区、八一路社区、溢水路社区、文化路社区、西赵庄社区、刘麻申社区、西岳庄社区、杨寨社区、杨中社区和东岳庄社区。